# Monty Wilkinson
Robert M. "Monty" Wilkinson  es un abogado estadounidense que se desempeñó como Fiscal General Encargado de Estados Unidos, entre el 20 de enero y el 10 de marzo de 2021.
Wilkinson es actualmente el director de la Oficina Ejecutiva de Abogados de los Estados Unidos.

## Biografía
Wilkinson se graduó de Dartmouth College en 1983 y del Centro de Derecho de la Universidad de Georgetown en 1988
En 1989, Wilkinson pasó a desempeñarse como asistente legal de Eric Holder, entonces juez del Tribunal Superior del Distrito de Columbia. Se incorporó al Departamento de Justicia de Estados Unidos como abogado litigante en 1990 y posteriormente trabajó como abogado especial y portavoz del Fiscal de Estados Unidos para el Distrito de Columbia, convirtiéndose en Fiscal General adjunto en 1997. Wilkinson trabajó para la Agencia de Supervisión de Delincuentes y Servicios Judiciales, la oficina del Fiscal Federal para el Distrito de Columbia y el bufete de abogados Troutman Sanders, antes de ser nombrado subjefe de personal y consejero del Fiscal General en 2009.
En 2011, Wilkinson fue nombrado subdirector principal y jefe de personal de la Oficina Ejecutiva de los Fiscales de los Estados Unidos, y fue nombrado su director en 2014. En 2017, fue nombrado consejero senior de la Fiscalía General Adjunta de Administración y en 2019 fue nombrado Subprocurador General Adjunto de Recursos Humanos y Administración.
Desde el 20 de enero de 2021 hasta el 10 de marzo de 2021, Wilkinson se desempeñó como Fiscal General Encargado de Estados Unidos, durante la presidencia de Joe Biden.
Tras la confirmación de Merrick Garland como fiscal general, Wilkinson fue reelegido director de la Oficina Ejecutiva de Fiscales de los Estados Unidos, cargo que había ocupado anteriormente en 2017.